# Deux Mélodies, op. 46 de Fauré
Pour les articles homonymes, voir Deux Mélodies.
Les Deux mélodies, op. 46, sont un ensemble de deux mélodies de Gabriel Fauré composé en 1887 sur des paroles de Auguste de Villiers de l'Isle-Adam et de Paul Verlaine.

## Contexte et création

### Clair de lune
Cette mélodie, composée en 1887 sur un poème de Paul Verlaine, est dédiée à « Monsieur Emmanuel Jadin ». Elle est publiée par Hamelle en 1888 ainsi qu'à Londres par Metzler en 1897. La version orchestrale date de 1888. La création de la version orchestrale a eu lieu à la Société nationale de musique en avril 1888 par le ténor Maurice Bagès.

## Structure
Les deux mélodies sont :
1. Les présents
2. Clair de lune

## Analyse

### Clair de lune
Le pianiste Graham Johnson écrit que cette pièce clôt la seconde période de Fauré et ouvre sa troisième. Johnson note que le Clair de lune est « pour beaucoup de personnes la quintessence de la mélodie française».
Les paroles sont tirées du recueil Fêtes galantes (1869) de Verlaine. Ce poème n'a pas inspiré seulement Fauré mais également Claude Debussy qui les met en musique en 1881 dans Le Clair de lune, et plus tard Léo Ferré, dans le double album Verlaine et Rimbaud (1964).
La mélodie de Fauré de 1887 est pour piano et voix mais il l'orchestre plus tard pour sa musique de scène Masques et Bergamasques op. 112.